# Aulerques Diablintes

Les Diablintes (Diablinti) sont un peuple gaulois, localisé sur un territoire correspondant en partie à l'actuel département de la Mayenne, qui a donné son nom à la ville de Jublains, leur capitale. C'est une des quatre branches des Aulerques.
Ils étaient entourés, à l'Ouest par les Abrincates, au nord par les Viducasses (avec pour limite la ligne Marais de Briouze-forêt de Halouze- Yvrandes (qui signifie littéralement "limite") -  Vire (fleuve) , à l'Est par les Cénomans, à l'Ouest par les Riedones, au Sud par les Andécaves.

## Étymologie

### Formes anciennes du nom

Les formes les plus anciennes datent du Ier siècle av. J.-C. : Diablintres ou Diablintes (var. Diabintes, Dialintes, etc.), selon César (G.G. III-9); Diablindi ou Diablinti, selon Pline (IV,1O7) ; plus tardivement, Aulerci Diablitai, selon le géographe Ptolémée (II, 8), qui est le seul à associer Aulerques et Diablintes ; Diaulitae selon Tolomeo (II.8). Le consensus se fait sur la forme Diablintes.

### Signification du mot «Diablintes»
Les études anciennes d'étymologie décomposaient ce nom en « Dia-blintes » :  de blino : fatigue et *dia : particule et suffixe privatif ou intensif ; littéralement : « les Infatigables », « les Inlassables ».
Des hypothèses récentes le décomposent en « Di-ablintes » : de *ablo- : force, et di- : préfixe sens intensif ; d'où « les Très forts ».

## L'oppidum de Moulay
Ce site a été découvert en 1970, au sud de la ville de Mayenne, à Moulay, à l'extrémité d'un vaste promontoire rocheux, de 12 ha. L'oppidum est situé à la confluence de la Mayenne et de l'Aron. Elles le bordent respectivement sur les flancs Ouest et Sud. Une première enceinte ferme les flancs Nord et Est. En 2011, on découvre, plus au Nord, que ce grand oppidum  est doté d'une deuxième enceinte concentrique. Le site avoisine les 135 ha et c'est le plus vaste oppidum identifié sur le Massif armoricain, un des dix plus grands de ce type connus en France. Des traces d'urbanisation, avec quartiers spécialisés et alignés ont été retrouvées et permettent de lui donner le qualificatif de ville. C'est la capitale vraisemblable des Diablintes au IIe siècle av. J.-C. et au Ier siècle av. J.-C., plan du site ,.
Au Ier siècle apr. J.-C. un nouveau site fut créé à 10 km vers l'est : Noviodunum qui deviendra Jublains,.

## Numismatique
Les premières monnaies des Diablintes (statères d'argent & d'or), Ier siècle av. J.-C., présentent une belle tête à chevelure importante, et un revers un cheval androcéphale conduit par son aurige à torque, l'animal fabuleux galopant sur un personnage allongé, tenant une situle. Ce thème est typiquement armoricain. Il représenterait  sur l'avers : le portrait divin de Lugus, l'apollon celtique, le revers: le cheval et l'aurige la course  solaire selon Dominique Hollard.

## Histoire

### La Tène ancienne
Les ancêtres des premiers peuples Aulerques sont arrivés au milieu du Ve siècle av. J.-C. dans cette région 'entre Seine et Loire'. Ils vont se diviser en quatre tribus : - les Aulerques Diablintes, localisés dans le bassin de la Mayenne ; - les Aulerci Cenomani; - les Aulerci Eburovices; - les Aulerques Brannovices, cette dernière étant séparée des autres et plus à l'Est (Yonne ou Saône) et clients des Éduens. Ces populations connurent un grand essor car placées sur la route de l'étain provenant de la Bretagne insulaire.

### La conquête romaine
Lorsque Jules César entreprend la conquête de la Gaule, en 58 av. J.-C., celle-ci est divisée entre une foule de petits peuples. Parmi eux, les Aulerques Diablintes occupent les deux tiers nord de l’actuel département de la Mayenne. En 56 av. J.-C., ils participent au soulèvement des Vénètes du Morbihan, en compagnie de peuples proches de la mer. Cet essai de résistance s’achève dans une défaite navale au large du Morbihan.

### L'époque impériale

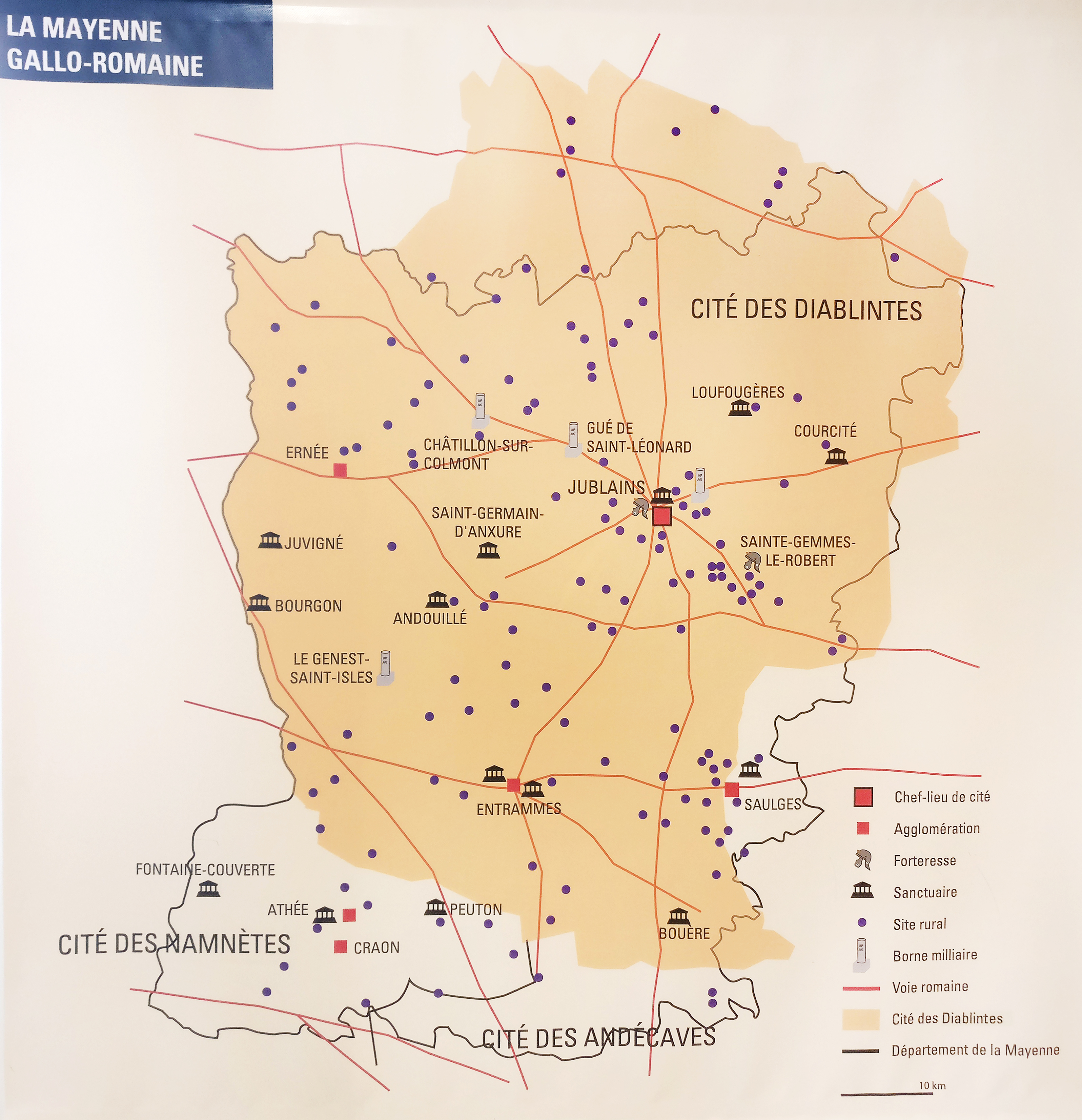
Carte de la Mayenne gallo-romaine, Musée archéologique départemental de Jublains.

La Gaule conquise est réorganisée sous l’empereur Auguste et ses frontières intérieures sont remodelées. On voit naître des cités, correspondant plus ou moins aux territoires des anciens peuples, et des villes pour les administrer. Ptolomée, au IIe siècle apr. J.-C., signale les Diablintes et leur chef-lieu, dans une énumération concernant la  province de Gaule lyonnaise, sous la forme suivante : « au milieu des terres par rapport aux Vénètes, vers l'est, sont les Aulerques Diablintes dont la ville est Noviodunum (Villenouvelle) ». Ce nom disparaîtra. Il sera remplacé par Diablinti, qui aboutira à la forme  Jublains (évolution classique : di- devant voyelle est devenu j-, cf. diurnus aboutissant à 'jour', Lacroix). À cette époque, le territoire contrôlé par le chef-lieu s’étend sur les deux tiers nord de la Mayenne et sur le sud de l’Orne ; il comprend plusieurs pays, dont celui d’Entrammes. Le Sud-Est de la Mayenne appartient à la cité des Andes (chef-lieu Angers), tandis que le sud-ouest (Craonnais) dépend des Namnètes du pays nantais.

### La fin de la cité des Diablintes (Vesiècle)
À la fin du Ve siècle, dom Piolin, auteur de l'histoire de l'Église du Mans, suppose que les Diablintes cessent d'exister comme nation et que leur capitale a cessé d'être comptée au nombre des cités vers l'année 497, sous l'épiscopat de Thuribe II : 

« Pour le roi Regnomer (ou Reghenomer), roi franc fixé au Mans, le pays des Diablintes s'offrait à lui comme la première des conquêtes qu'il pût, entreprendre tant à cause de la proximité des lieux qu'à raison de l'état d'affaiblissement où se trouvait ce peuple, par suite des ravages qu'il avait soufferts de la part des premiers envahisseurs. Une fois maître du territoire, [...] le roi du Mans priva la nation des Diablintes de son existence comme cité. Ainsi finit vraisemblablement l'Église des Diablintes: cette nation domptée et soumise relevant désormais de la capitale des Cénomans, ne forma bientôt plus qu'une seule église sous la conduite d'un seul évêque,,. »

### Le haut Moyen Âge
Le pays des Diablintes est peu à peu absorbé par le diocèse du Mans.
Au VIe siècle (580-581), la vie de saint Domnole, évêque du Mans, mentionne certain personnage qui s’empara violemment du village de Trans, appartenant à l’église du Mans et situé dans le pays des Diablintes (villam  ecclesiae Cenomannicae, Tridentem vocabulo, sitam in condita Diablintica).
En 616, saint Bertrand, aussi évêque du Mans, lègue à sa cathédrale, par son testament, domum Diablentes quam meo opere aedificavi, et quidquid undique in oppidum Diablintis juxta ripam Aroenae (Aron) fluvii comparavi, expecto res antiquas sanctae ecclesae Diablinticae; et dans le même testament nomme aussi villa Marciliaco, sita secus Diablintas, aujourd’hui Marcillé-la-Ville.
En 710, un autre évêque du Mans, appelé Beraire, fonde un monastère dit Caladunum, in pago Cenmanico, in condita Diablintica.
En 777, saint Aldric, évêque du Mans, mentionne villam ad Mansiones in vicaria Diablintica qui est Mésangers près d’Évron.
Au IXe siècle, Diplômes de Charlemagne et de Louis-le-Débonnaire confirme à l’église du Mans diverses possessions situées in vico Diablintico et le nom de monasteriolum Sancti Martini in Diablintico,.
À la fin du Xe siècle, le territoire des Diablintes allait former la partie occidentale du Maine ou Bas-Maine. La ville de Mayenne, peu à peu, prend de l'importance, se développe, et devient capitale des Diablintes, à la place de Jublains.

## Liens
La cité gallo-romaine de Jublains
Cuisine des Diablintes